# 巴辛 (蒙大拿州)
巴辛（英語：Basin）是位於美國蒙大拿州傑佛遜縣的普查規定居民點。

## 歷史
巴辛的郵局自1880年營運至今。

## 人口
根據2020年美國人口普查的數據，巴辛的面積為32.92平方千米，皆為陸地。當地共有人口199人，而人口密度為每平方千米6.04人。